# Yangcheng
Yangcheng är ett härad som lyder under Jinchengs stad på prefekturnivå i Shanxi-provinsen i norra Kina.
Orten är känd för sitt rika bestånd av historisk arkitektur.
1. ↑  http://www.geohive.com/cntry/CN-14_ext.aspx